# 国際連合副事務総長
国際連合副事務総長（こくさいれんごうふくじむそうちょう、英: Deputy Secretary-General of the United Nations、仏: Vice-secrétaire général des Nations unies）は、国際連合の主要機関の一つである国際連合事務局の副代表。
国際連合事務総長に次ぐ国際連合のナンバー2の役職であり、（加盟国との協議の上で）事務総長により任命され、「世界で最も困難な仕事」といわれる事務総長の職務を補佐・代行する。

## 歴史
1997年7月16日にコフィー・アナン事務総長が国連総会に提示した包括的改革案「国連の再生－改革のためのプログラム」において副総長職の新設が求められ、12月19日の第52回国連総会における決議52/12Bの採択により設置された。
アナンは当初、緒方貞子国連難民高等弁務官に就任を要請したが、緒方の固辞により起用を断念し、1998年1月12日にカナダの職業外交官ルイーズ・フレシェットを初代副事務総長に任命した。

## 権限
事務総長から副事務総長に委任される権限には以下のものが含まれる。
1. 国際連合事務局の運営を支援すること。
2. 事務総長が不在の場合に事務局のために行動すること。
3. 事務総長を支援して、部門間および組織間の活動とプログラムの一貫性を確保することと、開発政策と開発援助の中心地として国連を強化するためのさらなる努力を含む、経済・社会分野における国際連合の姿勢とリーダーシップを高めること。
4. 会議、公式行事及び儀式その他の出来事において事務総長を代行すること。
5. 事務総長が決定する任務を遂行すること。

| 代  | 副事務総長                                    | 副事務総長 | 出身国                                   | 在任期間                      | 在任期間    | 事務総長                         | 備考 |
| --- | --------------------------------------------- | ---------- | ---------------------------------------- | ----------------------------- | ----------- | -------------------------------- | ---- |
| 001 | ルイーズ・フレシェット Louise Frechette       |            | カナダ西ヨーロッパ・その他グループ       | 1998年3月2日 - 2006年3月31日  | 8年 + 29日  | コフィー・アナン Kofi Atta Annan |      |
| 002 | マーク・マロック・ブラウン Mark Malloch Brown |            | イギリス西ヨーロッパ・その他グループ     | 2006年4月1日 - 2006年12月31日 | 274日       | コフィー・アナン Kofi Atta Annan |      |
| 003 | アシャ＝ローズ・ミギロ Asha-Rose Migiro       |            | タンザニアアフリカグループ               | 2007年2月1日 - 2012年7月1日   | 5年 + 151日 | 潘基文 반기문                    |      |
| 004 | ヤン・エリアソン Jan Eliasson                 |            | スウェーデン西ヨーロッパ・その他グループ | 2012年7月1日 - 2016年12月31日 | 4年 + 183日 | 潘基文 반기문                    |      |
| 005 | アミナ・モハメド Amina J. Mohammed            |            | ナイジェリアアフリカグループ             | 2017年1月1日 - （現職）       | 8年 + 179日 | アントニオ・グテーレス           |      |

## 記録
- 最年長就任記録：72歳9か月 - ヤン・エリアソン
- 最年少就任記録：51歳6か月 - アシャ=ローズ・ミギロ
- 最長在任記録：8年0か月 - ルイーズ・フレシェット
- 最短在任記録（現職を除く）：8か月 - マーク・マロック・ブラウン